# Партия прав граждан
Партия прав граждан (чеш. Strana Práv Občanů, SPO; до апреля 2014 г. — Партия прав граждан ЗЕМАНОВЦЫ (SPOZ)) — левоцентристская политическая партия в Чехии, центральной фигурой в которой является известный чешский политик, бывший президент Чехии Милош Земан.
Партия оформилась в конце 2009 года после одобрения этого шага гражданским движением Друзья Милоша Земана и после выхода нескольких бывших министров правительства Милоша Земана, которое было у власти в 1998—2002, из Чешской социал-демократической партии. Земан критиковал руководство партии и лично её лидера Иржи Пароубека, а также конфликтовал со многими из них. В частности, ещё в 2005 году Земан издал книгу «Как я ошибался в политике», в которой в резких выражениях критиковал в том числе и своих однопартийцев.
6 марта 2010 года состоялись выборы лидера партии, которым по итогам безальтернативного голосования стал Земан; его заместителями стали Владимир Гениг и Радек Аугустин. В партии также активно участвовали четверо бывших министров в правительстве Милоша Земана — Мирослав Грегр, Ян Фенцль, Эдуард Земан и Яромир Шлинг. По предвыборным опросам, незадолго до выборов 28-29 мая 2010 года поддержка партии находилась на грани пятипроцентного барьера, необходимого для обеспечения представительства в Палате депутатов. Однако на самих выборах партия получила 226 527 (4,33 %) голосов и не смогла преодолеть пятипроцентный барьер.
Партия выступает за введение элементов прямой демократии, за повышение косвенных налогов на товары класса люкс, за стабилизацию пенсионной системы.